# 南锡市政厅

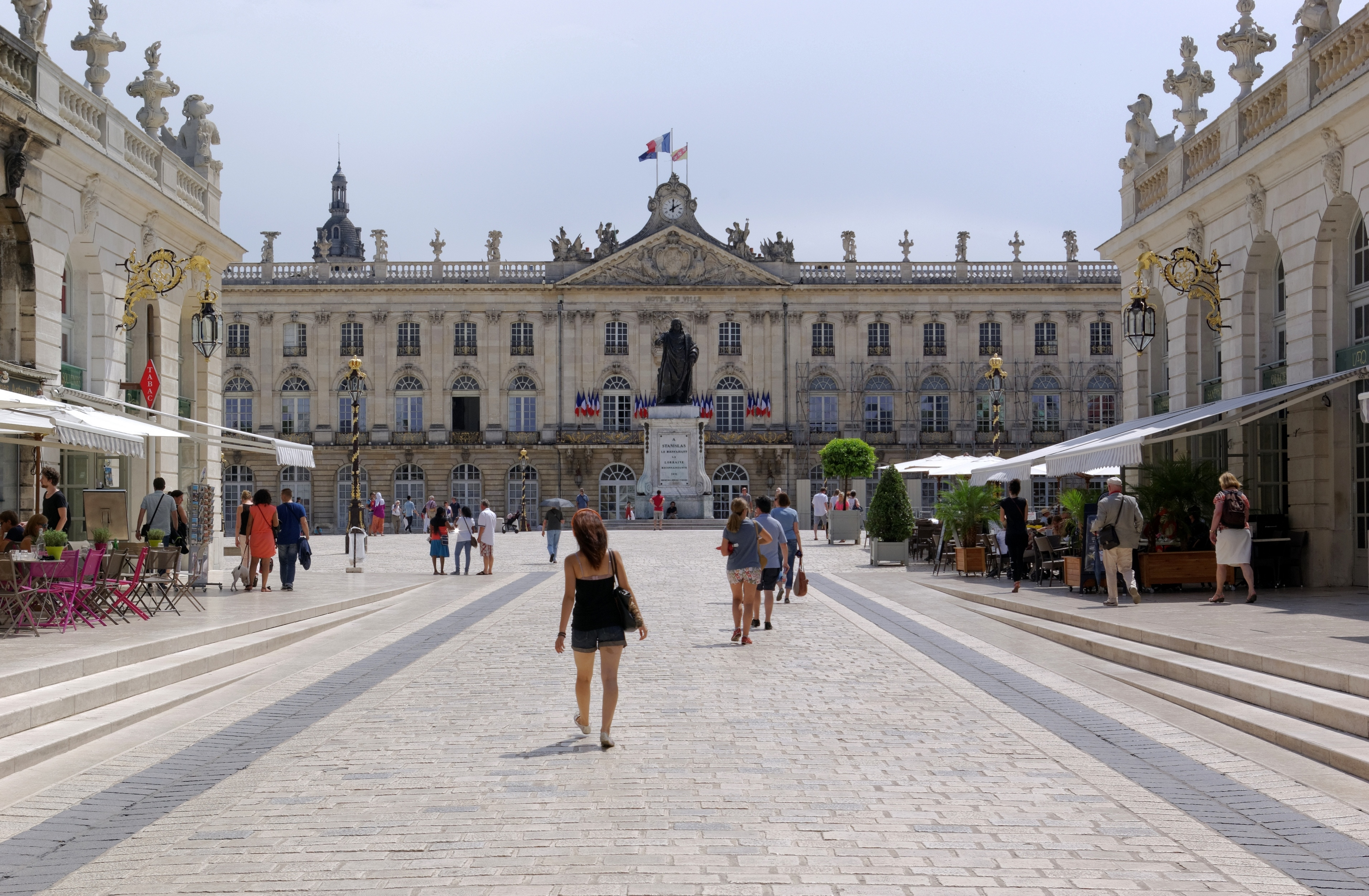
立面

南锡市政厅（Hôtel de ville）又名斯坦尼斯拉斯宫（Palais de Stanislas），是法国南锡的一座历史建筑，是斯坦尼斯拉斯广场最大的建筑物。它长达98米，占据了广场的整个南侧。
南锡市政厅由埃瑞建于1752-1755年。
1886年7月12日，该建筑被列为法国历史古迹。